# Ermengerst

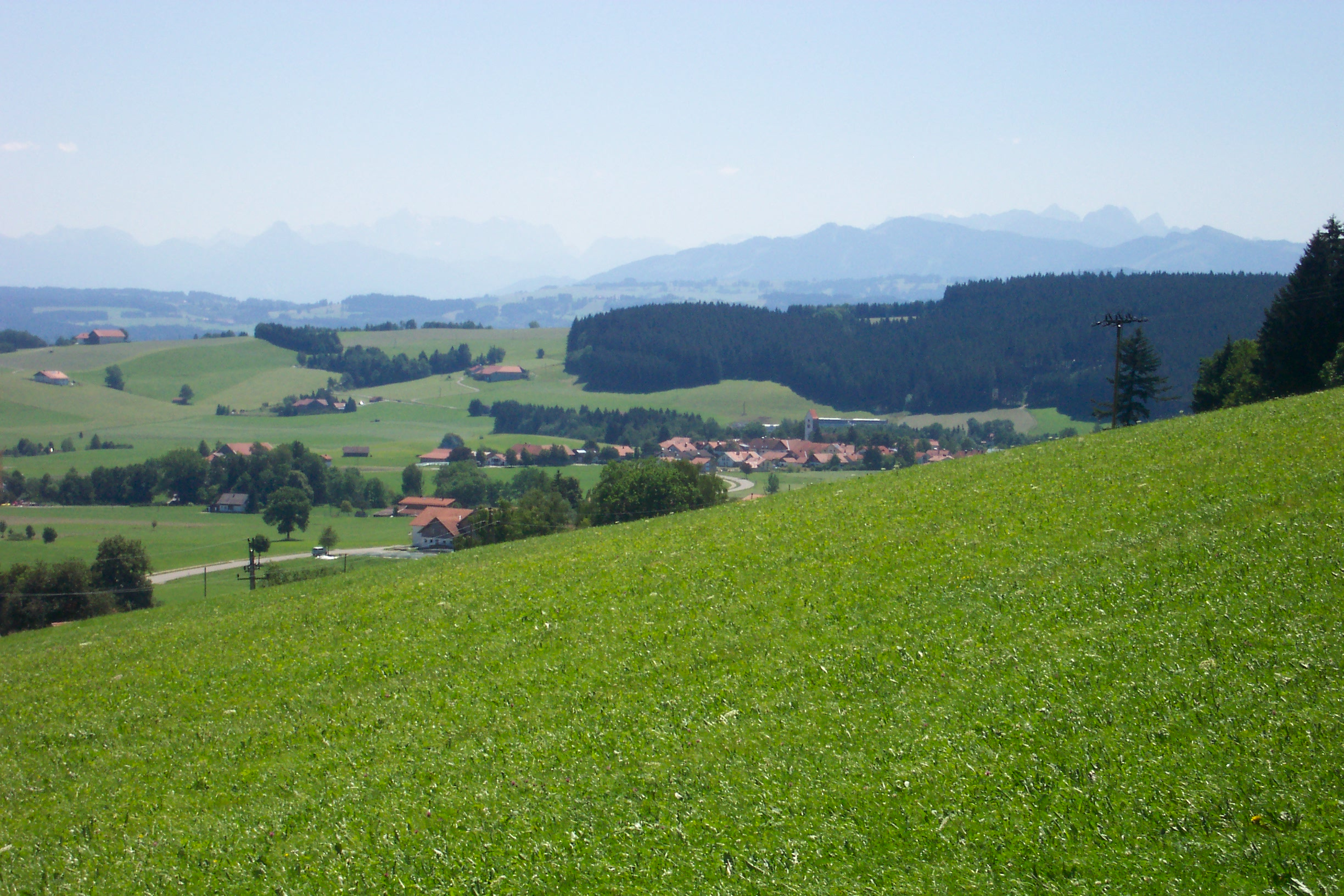
Blick über Ermengerst hinweg in die Alpen

Ermengerst ist nach dem Gemeindehauptort Wiggensbach der zweitgrößte Gemeindeteil des Marktes Wiggensbach im Landkreis Oberallgäu.

## Geographie
Das Kirchdorf liegt auf freier Flur, gut zweieinhalb Kilometer südöstlich von Wiggensbach.

## Geschichte
Die erste Besiedlung von Ermengerst ist für das Jahr 1037 dokumentiert. Aufgrund des Patrons der Kirche, Johannes der Täufer, wird davon ausgegangen, dass Ermengerst als früher Taufkirchort im frühen Mittelalter entstanden ist. 1037 wurde die Ermengerster Burg als Sitz eines stiftkemptischen Dienstmannengeschlechts genannt. Der Name Ermengerst stammt vermutlich von einem Erminger, der eine Urkunde mit zeichnete. 1288 eroberte unter anderem ein Ritter von Ermengerst die Feste Iberg.
In Ermengerst befindet sich eine Filialkirche St. Johannes der Täufer aus dem 15. Jahrhundert. Die Kirche wurde von Fürstabt Rupert von Bodman von 1680 bis 1690 erneuert.
Durch eine Wasserregulierung wurde 1677 der Eschacher Weiher (Nachbargemeinde Buchenberg) aufgestaut. Sein Abfluss führte über Ermengerst zum Herrenwieser Weiher. Die dadurch zur Verfügung stehende Antriebsenergie führte zu einem Aufschwung für den Ort.
Nach einer Häuserstatistik um 1800 hatten die damals 23 Anwesen des Dorfes Ermengerst, darunter 12 Bauerngüter, ein Mühlgut und fünf Sölden, zusammengenommen 557,32 Tagewerk (189,89 Hektar) an Flächenbesitz.
1909 wurde die Bahnverbindung zwischen Kempten (Allgäu) und Isny im Allgäu, das sogenannte Isny-Bähnle, mit einer Haltestelle in Ermengerst eröffnet. Ermengerst wurde 1975 an die öffentliche Buslinie angeschlossen. Bis 1984 fuhr die Bahn, danach wurde aus dem Bahndamm ein Wander- und Radweg von Kempten bis nach Isny.
Im Jahr 1987 hatte Ermengerst 661 Einwohner. Nach einer aktuelleren Angabe hat der Ort 1050 Einwohner.

## Kultur und Sehenswürdigkeiten
Der Veranstaltungshöhepunkt in Ermengerst ist das jährliche Dorffest Ende Juni.

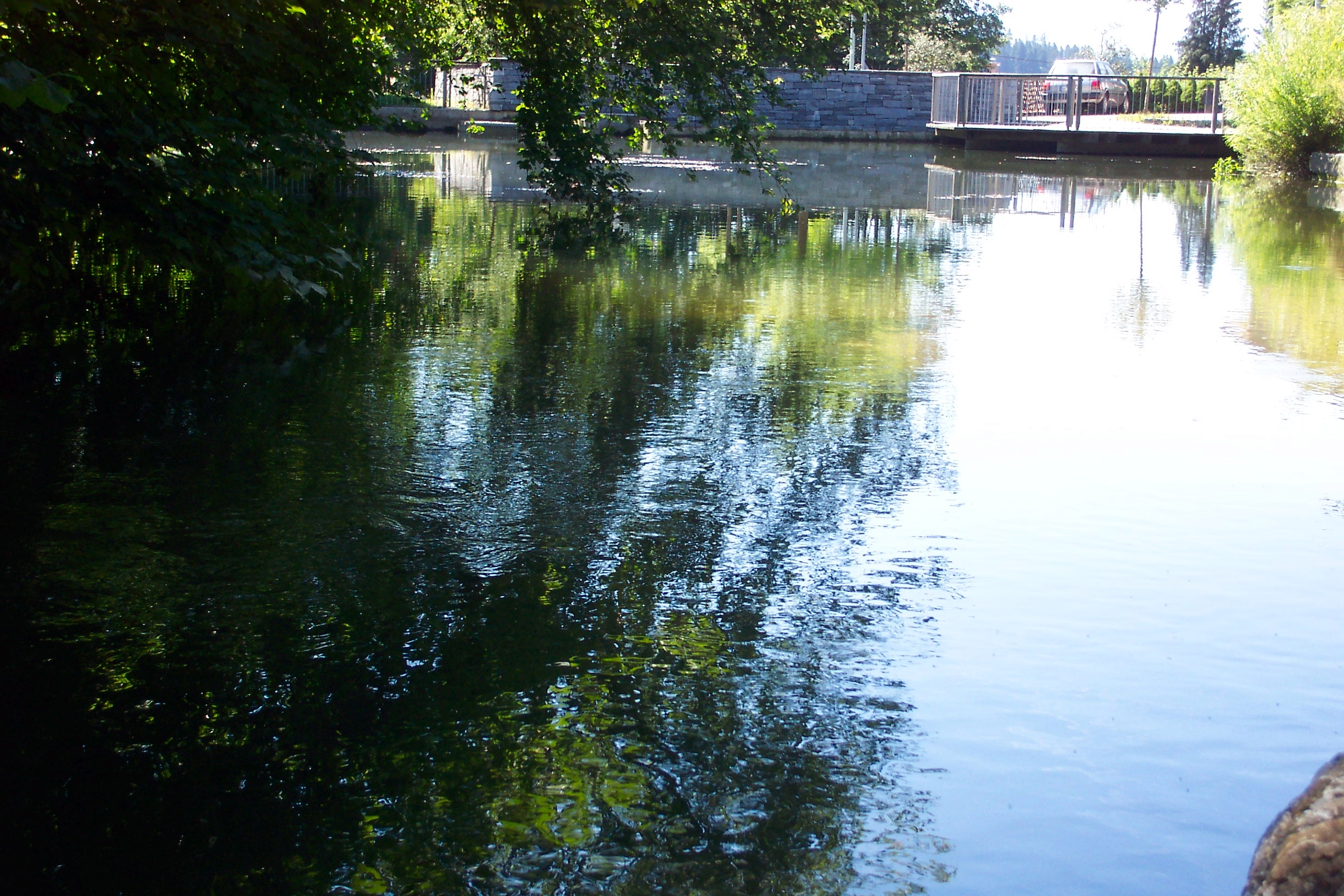
Dorfweiher in Ermengerst
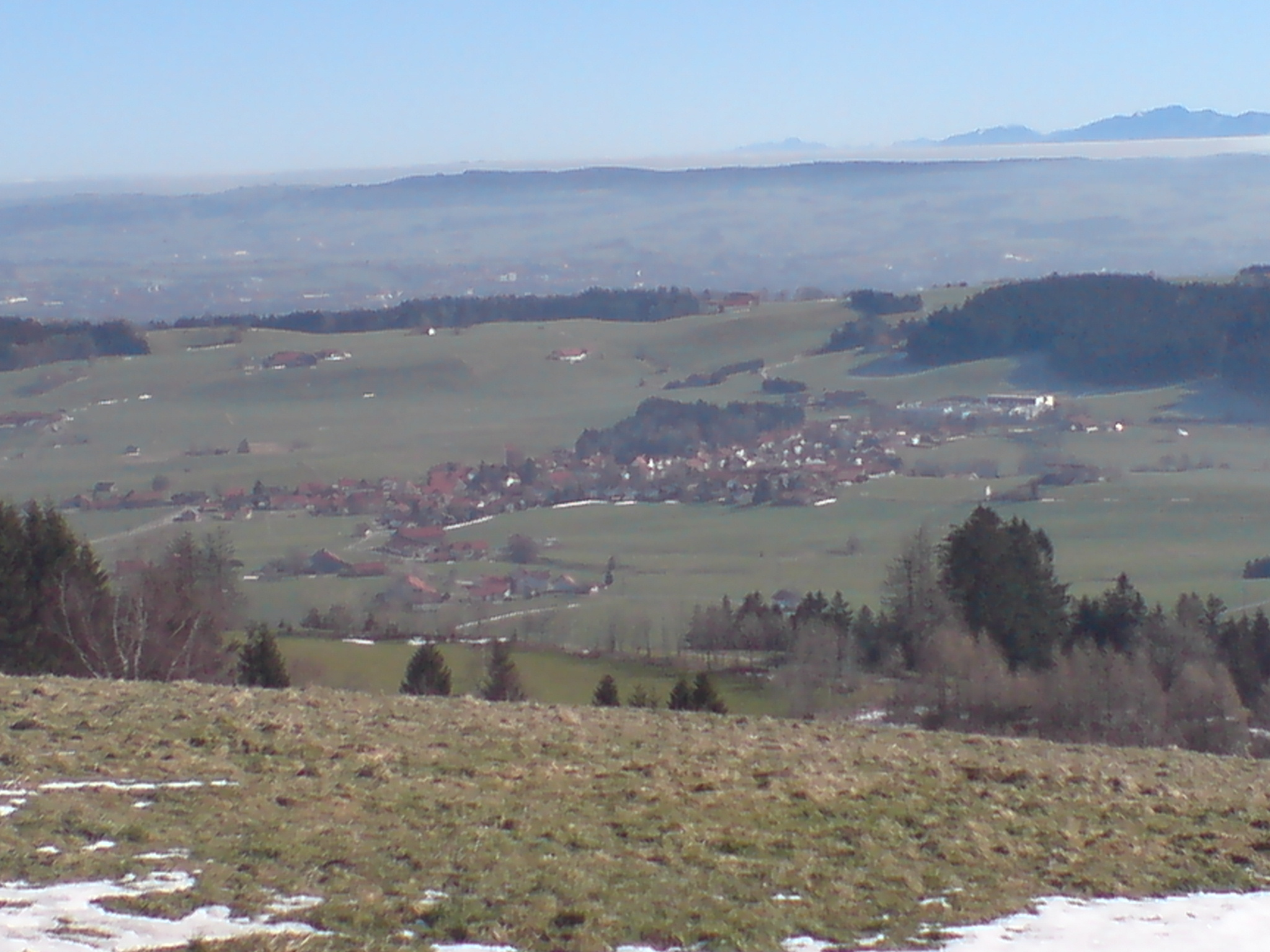
Ermengerst vom Berg Blender aus fotografiert
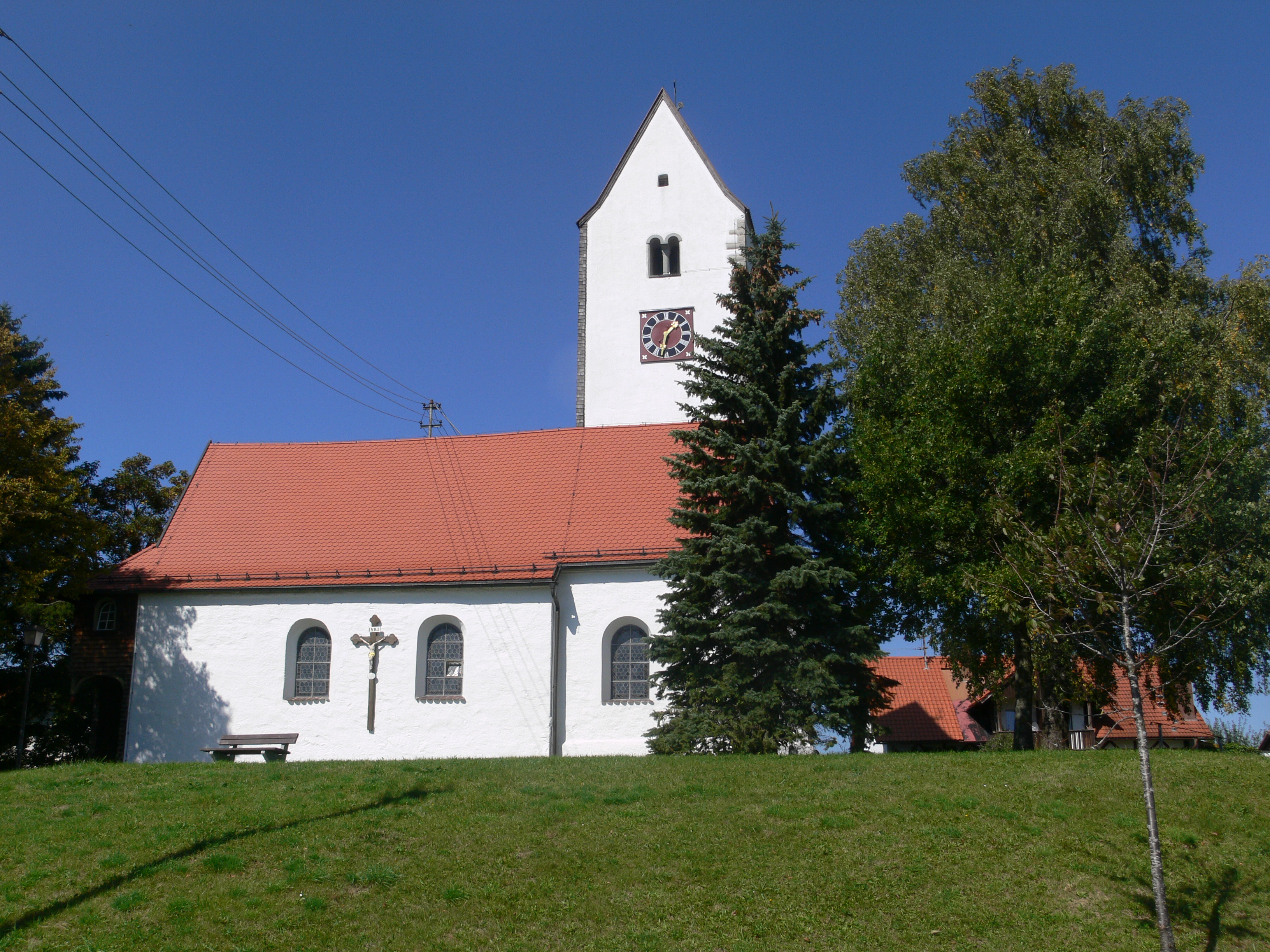
Filialkirche St. Johannes der Täufer

### Jakobswege
In Ermengerst trifft der Münchner Jakobsweg auf den von Oettingen in Bayern über Augsburg nach Lindau am Bodensee verlaufenden Bayerisch-Schwäbischen Jakobusweg. Von Ermengerst sind es noch 2369 Kilometer bis zum Ziel der Jakobspilger, der Kathedrale in der nordwestspanischen Stadt Santiago de Compostela.